# حمام حاج عسگرخان
حمام حاج عسگرخان مربوط به دوره قاجار است و در قم، داخل راسته بازار نو واقع شده و این اثر در تاریخ ۲۳ شهریور ۱۳۸۲ با شمارهٔ ثبت ۱۰۰۶۱ به‌عنوان یکی از آثار ملی ایران به ثبت رسیده است.